# رودخانه فوئه‌فوکی (فیلم)
رودخانه فوئه‌فوکی (به ژاپنی: 笛吹川, Fuefukigawa)، یک فیلم درام تاریخی ساخته شده در سال ۱۹۶۰ به کارگردانی کیسوکه کینوشیتا و بازیگری هیدکو تاکامینه بر پایه رمان شیچیرو فوکوزاوا است.

## طرح
داستان فیلم در دوره سنگوکو در ژاپن می‌گذرد، از نبرد آیداگاوارا و تولد تاکدا شینگن در سال ۱۵۲۱ تا نبرد تنموکوزان و سقوط خاندان تاکدا در سال ۱۵۸۲. این داستان پنج نسل از یک خانواده کشاورز را دنبال می‌کند که در خانه ای در سواحل رود فوئه‌فوکی زندگی می‌کنند و سرنوشت آنها به‌طور جدایی ناپذیر با تاکداها مرتبط است ساداهی و اوکی زوج کشاورز، که دو پسر بزرگشان به صفوف جنگجویان می‌پیوندند، در حالی که دخترشان خدمتکار دربار می‌شود، ساداهی تنها بازمانده خانواده است. او پرچمی از خاندان نابود شده تاکدا را که در نزدیکی ساحل رودخانه شناور است، کشف می‌کند، آن را برمی‌دارد و در نهایت به داخل رودخانه می‌اندازد.

## بازیگران
- تاکاهیرو تامورا: ساداهی
- هیدکو تاکامینه: اوکی
- ماتسوموتو کوشیرو نهم: سوزو، پسر اول
- ناکامورا کیجیه‌مون دوم: یاسوزو، پسر دوم
- شینجی تاناکا: هیکیچی، پسر سوم
- شیما ایواشیتا: اومه، دختر
- یوسوکه کاوازو: جیرو
- ماتسوموتو هاکوئو اول به عنوان اوئه‌سوگی کنشین
- ناکامورا کانزابورو XVII در نقش تاکدا شینگن